# Moritz Schmid (Propst)

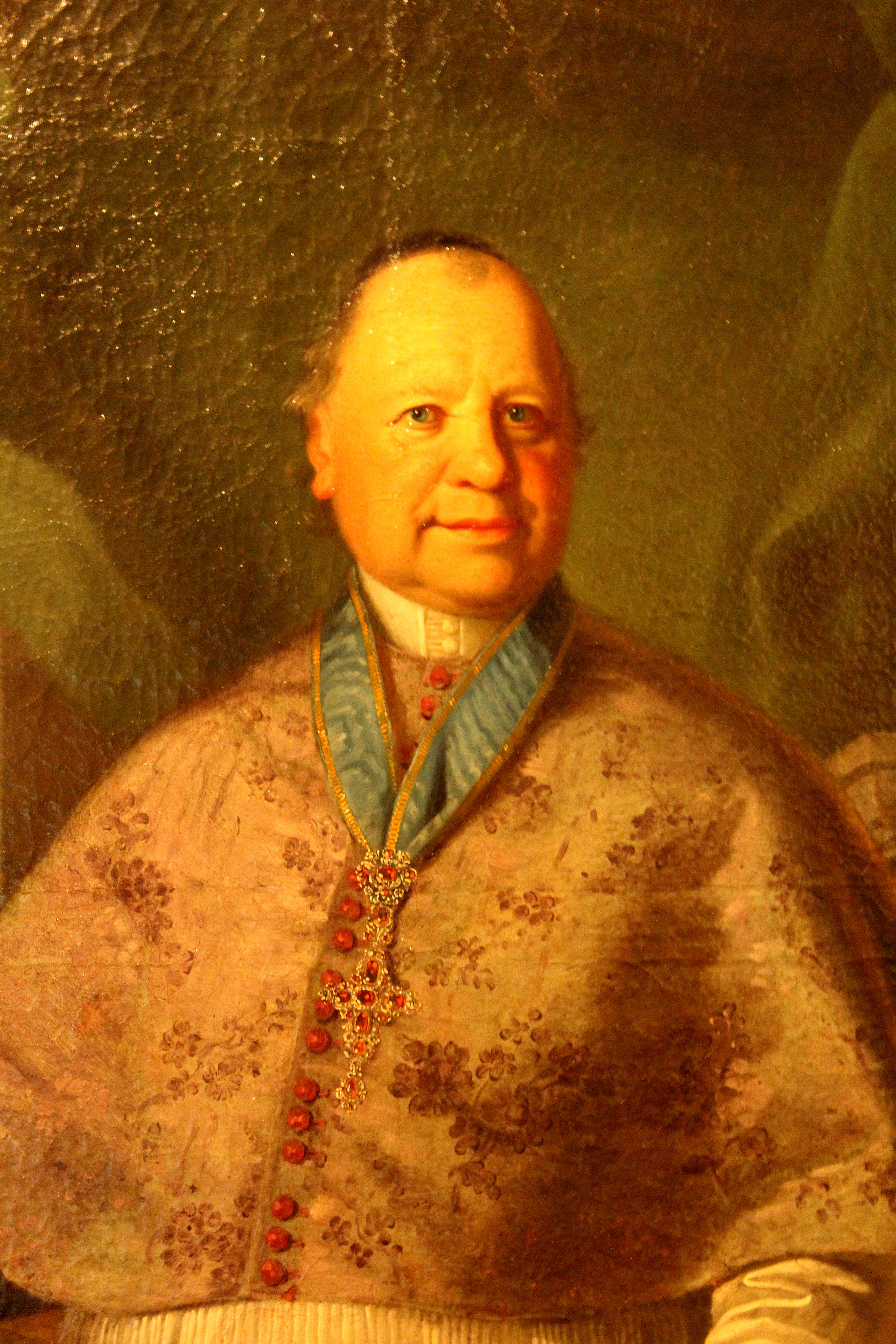
Ausschnitt aus dem Porträt des Propstes Moritz Schmid. Conrad Geiger, 1798

Moritz Schmid (auch Mauritius Schmitt, Moritz Schmidt; * 1733 in Bergtheim; † 1818 in Grafenrheinfeld) war von 1787 bis 1803 letzter Propst des Augustinerchorherrenstiftes in Heidenfeld vor der Säkularisation.

## Heidenfeld vor Schmid
Die Propstei Heidenfeld war vor der Wahl des Moritz Schmid von einer langen Blütephase geprägt. So gelang es Propst Andreas Deichmann bereits kurz nach dem Ende des Dreißigjährigen Krieges die Schulden des Stiftes zu tilgen. Seine Nachfolger trieben dann die barocke Erneuerung der Klostergebäude voran. Sigismund Derleth konnte im Jahr 1723 den Grundstein für die Erneuerung der Konventsgebäude legen. Als Baumeister hatte man den Würzburger Balthasar Neumann gewinnen können.
Gleichzeitig näherte sich Kurpfalz-Bayern immer näher an das napoleonische Frankreich an, da es so Ausgleich für seine verlorenen linksrheinischen Gebiete zu erlangen hoffte. Der Plan ging am 25. Februar 1803 auf, als im Reichsdeputationshauptschluss die Auflösung der geistlichen, deutschen Staaten beschlossen wurde. Das Hochstift Würzburg, der Garant für die Unabhängigkeit des Stiftes wurde bayerisch.

## Leben
Moritz Schmid wurde im Jahr 1733 wahrscheinlich im fränkischen Bergtheim geboren. Eventuell zog die Familie in späterer Zeit nach Grafenrheinfeld, da Schmid auch als Grafenrheinfelder bezeichnet wird. Über die Familie des späteren Propstes ist nichts bekannt, wahrscheinlich besuchte er eine Lateinschule, um später in einer Universität studieren zu können. Schmid wurde Priester und trat wohl früh in das Stift Heidenfeld ein.
Als der Propst Franz Xaver Schreiber im August 1787 starb, wurde eine Neuwahl notwendig, aus der Schmid als Sieger hervorging. Im Jahr 1790 schrieb der neue Propst einen Brief an den Würzburger Fürstbischof Franz Ludwig von Erthal, in dem er ihn darauf hinwies, dass die Einkünfte der Propstei nicht mehr ausreichten, das Stift zu erhalten. Einen Ausweg aus dieser Situation sah man darin, eine erste Protoindustrie um das Stift anzusiedeln. Es entstand eine „Salpeter-Plantage“ für die Düngerherstellung und eine Siederei.
Propst Moritz förderte auch die Erweiterung der abhängigen Klosterhöfe wie des Ellenhofs. Gleichzeitig errichtete man bis 1790 die Heidenfelder Dorfkirche St. Laurentius neu. Unter anderem konnte man Johann Peter Wagner für die Innenausstattung des Gotteshauses gewinnen. Im Jahr 1803 erreichte dann die Säkularisation das Augustinerchorherrenstift. Für die Kanoniker überraschend, sollte das Stift aufgelöst werden.
Am 19. Mai 1803 wurde ein letztes Hochamt in der Klosterkirche gefeiert. Am 20. Mai mussten die Augustiner die Anlage verlassen. Während die älteren mit Pensionen abgefunden wurden, setzte man die jüngeren Kanoniker in der Seelsorge ein. Propst Moritz erhielt wegen seines hohen Alters die Erlaubnis, eine Hauskapelle in einem Haus in Grafenrheinfeld einzurichten. Er erlebte noch den Abriss der Klosterkirche und den Verkauf des Inventars ab 1805. Im Jahr 1818 starb Moritz Schmid in Grafenrheinfeld.

## Wappen
Das persönliche Wappen des Propstes Moritz ist zweimal überliefert. Es befindet sich auf einem Wappenstich und auf dem Gemälde des Conrad Geiger im Museum für Franken. Schmid führte erstmals den roten Basilisken als Klosterwappen ein, er ist auch auf dem Porträt verewigt. Beschreibung des persönlichen Wappens: „Ein silberner Balken mit einer schwarzen Kette auf rotem Grund. Die Helmzier zeigt eine wachsende, männliche Figur in blauem Rock und blauem Hut, in der Rechten einen Hammer haltend.“